# Aspona intermedia
Aspona intermedia är en insektsart som beskrevs av Fowler. Aspona intermedia ingår i släktet Aspona och familjen hornstritar. Inga underarter finns listade i Catalogue of Life.